# Sibine rufescens
Sibine rufescens är en fjärilsart som beskrevs av Walker 1855. Sibine rufescens ingår i släktet Sibine och familjen snigelspinnare. Inga underarter finns listade i Catalogue of Life.